# Biatlon a 2012. évi téli ifjúsági olimpiai játékokon
A 2012. évi téli ifjúsági olimpiai játékokon a biatlon versenyeit január 15-e és január 21-e között rendezték Innsbruckban. Összesen 6 versenyszámban avattak ifjúsági olimpiai bajnokot.

## Éremtáblázat
(A táblázatokban az egyes számoszlopok legmagasabb értéke, vagy értékei vastagítással kiemelve.)
| A 2012. évi téli ifjúsági olimpiai játékok éremtáblázata biatlonban | A 2012. évi téli ifjúsági olimpiai játékok éremtáblázata biatlonban | A 2012. évi téli ifjúsági olimpiai játékok éremtáblázata biatlonban | A 2012. évi téli ifjúsági olimpiai játékok éremtáblázata biatlonban | A 2012. évi téli ifjúsági olimpiai játékok éremtáblázata biatlonban | Olimpia  |
| ------------------------------------------------------------------- | ------------------------------------------------------------------- | ------------------------------------------------------------------- | ------------------------------------------------------------------- | ------------------------------------------------------------------- | -------- |
|                                                                     | Ország                                                              | Arany                                                               | Ezüst                                                               | Bronz                                                               | Összesen |
| 1.                                                                  | Németország (GER)                                                   | 4                                                                   | 1                                                                   | 0                                                                   | 5        |
| 2.                                                                  | Oroszország (RUS)                                                   | 1                                                                   | 1                                                                   | 1                                                                   | 3        |
| 3.                                                                  | Kína (CHN)                                                          | 1                                                                   | 0                                                                   | 1                                                                   | 2        |
|                                                                     |                                                                     |                                                                     |                                                                     |                                                                     |          |
| 4.                                                                  | Észtország (EST)                                                    | 0                                                                   | 2                                                                   | 0                                                                   | 2        |
| 5.                                                                  | Kazahsztán (KAZ)                                                    | 0                                                                   | 1                                                                   | 1                                                                   | 2        |
| 6.                                                                  | Norvégia (NOR)                                                      | 0                                                                   | 1                                                                   | 0                                                                   | 1        |
|                                                                     |                                                                     |                                                                     |                                                                     |                                                                     |          |
| 7.                                                                  | Franciaország (FRA)                                                 | 0                                                                   | 0                                                                   | 2                                                                   | 2        |
| 8.                                                                  | Egyesült Államok (USA)                                              | 0                                                                   | 0                                                                   | 1                                                                   | 1        |
|                                                                     |                                                                     |                                                                     |                                                                     |                                                                     |          |
| Összesen                                                            | Összesen                                                            | 6                                                                   | 6                                                                   | 6                                                                   | 18       |

## Érmesek

### Fiú
| A 2012. évi téli ifjúsági olimpiai játékok érmesei fiú biatlonban |                                    |         |                                |         |                                      |         |
| Versenyszám                                                       | Arany                              | Arany   | Ezüst                          | Ezüst   | Bronz                                | Bronz   |
| 7,5 km sprint                                                     | Cheng Fangming · Kína (CHN)        | 19:21,7 | Rene Zahkna · Észtország (EST) | 19:43,0 | Aristide Begue · Franciaország (FRA) | 19:48,5 |
| 10 km üldözőverseny                                               | Niklas Homberg · Németország (GER) | 28:43,1 | Rene Zahkna · Észtország (EST) | 28:52,6 | Cheng Fangming · Kína (CHN)          | 28:57,7 |

### Lány
| A 2012. évi téli ifjúsági olimpiai játékok érmesei lány biatlonban |                                      |         |                                        |         |                                        |         |
| Versenyszám                                                        | Arany                                | Arany   | Ezüst                                  | Ezüst   | Bronz                                  | Bronz   |
| 6 km sprint                                                        | Franziska Preuss · Németország (GER) | 17:27,7 | Galina Vishnevskaya · Kazahsztán (KAZ) | 17:55,2 | Uliana Kaysheva · Oroszország (RUS)    | 18:00,9 |
| 7,5 km üldözőverseny                                               | Uliana Kaysheva · Oroszország (RUS)  | 26:01,3 | Franziska Preuss · Németország (GER)   | 26:29,2 | Galina Vishnevskaya · Kazahsztán (KAZ) | 27:44,4 |

### Vegyes
A vegyes váltóban két-két fiú és lány alkotott egy csapatot. A biatlon-sífutás váltóban egy-egy lány biatlonos és sífutó, valamint egy-egy fiú biatlonos és sífutó alkotott egy csapatot.
| A 2012. évi téli ifjúsági olimpiai játékok érmesei vegyes biatlonban |                                                                                              |           |                                                                                                 |           |                                                                                        |           |
| Versenyszám                                                          | Arany                                                                                        | Arany     | Ezüst                                                                                           | Ezüst     | Bronz                                                                                  | Bronz     |
| Vegyes váltó                                                         | Németország (GER) · Franziska Preuß · Laura Hengelhaupt · Maximilian Janke · Niklas Homberg  | 1:11:06,8 | Norvégia (NOR) · Kristin Sandeggen · Karoline Næss · Haakon Livik · Kristian André Aalerud      | 1:13:11,7 | Franciaország (FRA) · Léa Ducordeau · Chloé Chevalier · Fabien Claude · Aristide Bègue | 1:13:27,8 |
| Biatlon-sífutás vegyes váltó                                         | Németország (GER) · Franziska Preuß · Victoria Carl · Maximilian Janke · Christian Stiebritz | 1:04:23,4 | Oroszország (RUS) · Uliana Kaysheva · Anastasia Sedova · /Ivan Galushkin · Alexander Selyaninov | 1:05:22,5 | Egyesült Államok (USA) · Anna Kubek · Heather Mooney · Sean Doherty · Patrick Caldwell | 1:05:23,0 |